# باي هو-مين
باي هو-مين (هانغل: 배후민) هو لاعب كرة قدم كوري جنوبي في مركز الوسط، ولد في 13 فبراير 1991 في إنتشون في كوريا الجنوبية. لعب مع Azul Claro Numazu ‏.

## وصلات خارجية
- باي هو-مين على موقع رابطة كرة القدم اليابانية للمحترفين (اليابانية)
- باي هو-مين على موقع قاعدة بيانات كرة القدم.إي يو (الإنجليزية)